# 메이저 꼬임 정리
대수기하학과 대수적 수론에서 메이저 꼬임 정리(영어: Mazur’s torsion theorem)는 유리수체에 대하여 정의한 타원곡선의 유리점들의 군의 꼬임 부분군들을 분류하는 정리다.

## 정의
유리수체 {\displaystyle \mathbb {Q} }에 대하여 정의된 타원곡선 {\displaystyle E}의 유리점들의 집합 {\displaystyle E(\mathbb {Q} )}는 모델-베유 정리에 따라 유한 생성 아벨 군을 이룬다. 유한 생성 아벨 군의 경우, 항상 차수가 무한대인 원소들을 버리고 꼬임 부분군만을 남길 수 있다. 메이저 꼬임 정리는 이 가능한 꼬임 부분군들을 분류한다. 메이저 꼬임 정리에 따라, 가능한 꼬임 부분군들의 목록은 다음과 같다.
- 순환군 {\displaystyle \mathbb {Z} /n\mathbb {Z} } ({\displaystyle n=1,2,\dots ,9,10,12}. 11은 불가능)
- {\displaystyle \mathbb {Z} /2\mathbb {Z} \oplus \mathbb {Z} /2n\mathbb {Z} } ({\displaystyle n=1,2,3,4})

## 역사
배리 메이저가 1978년 증명하였다.

## 참고 문헌
1. ↑  Mazur, Barry; D. Goldfeld (1978년 6월). “Rational isogenies of prime degree”. 《Inventiones Mathematicae》 (영어) 44 (2): 129–162. doi:10.1007/BF01390348. ISSN 0020-9910. MR 0482230. Zbl 0386.14009.

- Silverman, Joseph H. (1986). 《The Arithmetic of Elliptic Curves》 (영어). Springer. Zbl 0585.14026.